# Tânis
Tânis (em grego clássico: Τάνις; em egípcio: Djanet; em árabe: صان الحجر; romaniz.: Ṣān al-Ḥaǧar; identificada com a bíblica Zoã) é uma cidade egípcia antiga situada a nordeste do delta do Nilo. Era considerada famosa entre os hebreus por ser a sede principal das dinastias semíticas dos reis pastores e por estar nas proximidades de Gessem. Ela era importante como um dos portos mais próximos da costa asiática. Com a queda do império asiático do Egito no final da XX dinastia, Tânis foi transferida de Pi-Ramessés, e, a cerca de 1 075 a.C., os faraós da XXI dinastia fizeram dela sua capital. Um grande templo de Ámom foi construído, principalmente, com pedras das ruínas de Pi-Ramessés. Os faraós líbios da XXII dinastia continuaram a residir em Tânis até o colapso de seu domínio decrescente antes do rei cuxita Xabaca da XXV dinastia, em 712 a.C.. Então, Tânis se declinou com a mudança de Xabaca da capital real para Mênfis e com a ascensão de Pelúsio como a principal fortaleza da fronteira oriental e centro comercial.